# 門真本線料金所
門真本線料金所（かどまほんせんりょうきんしょ）は、大阪府門真市にある第二京阪道路の料金所である。
門真JCT方面のみに存在し、交野南IC-門真JCT間の均一制料金と近畿自動車道の均一制料金の徴収を行っている。
また、料金所を通過した直後に門真JCTの分岐部分があるため、和歌山方面は左側、吹田方面は右側の料金所ブースを通行した方がいい

## 料金所

### 門真JCT方面
- ブース数：4
  - ETC専用：3
  - 一般：1

## 歴史
- 2010年3月20日 : 枚方東IC-門真JCT間開通に伴い供用開始

## 隣
E89 第二京阪道路
(12)第二京阪門真IC - 門真TB - (3-1)門真JCT